# فرودگاه بین‌المللی مونستر اوسنابروک
فرودگاه بین‌المللی مانستر اوسنابروک (به انگلیسی: Münster Osnabrück International Airport) (به زبان بومی: Flughafen Münster/Osnabrück) یک فرودگاه همگانی با کد یاتا FMO است که یک باند فرود آسفالت دارد و طول باند آن ۲۱۷۰ متر است. این فرودگاه در شهر گرفن (وستفالن) کشور آلمان قرار دارد و در ارتفاع ۴۸ متری از سطح دریا واقع شده‌است.

## شرکت‌های هواپیمایی و مقصدهای پروازی
The following airlines operate regular scheduled and charter flights at Münster Osnabrück International Airport:
| شرکت‌های هواپیمایی                             | مقصدهای پروازی |
| --------------------------------------------- | --- |
| AIS Airlines                                  | اشتوتگارت |
| بلغارین ایر چارتر                             | چارتر فصلی: بورگاس، وارنا |
| یورو وینگز                                    | پالما د مایورکا |
| یورو وینگز                                    | پالما د مایورکا |
| جرمنیا                                        | فوئرته‌ونتورا، گرن کناریا، پالما د مایورکا، تنریف جنوبی فصلی: آدانا، آنتالیا، بورگاس، فارو، کریستیانو رونالدو، هراکلین، ایبیزا، ارکیلت، جزیره کوس، لانزاروته، مالاگا، رود، وارنا |
| لوفت‌هانزا                                     | مونیخ |
| لوفت‌هانزا رجینال اجرا توسط لوفت‌هانزا سیتی‌لاین | فرانکفورت، مونیخ |
| انور ایر                                      | چارتر فصلی: آنتالیا |
| پگاسوس ایرلاینز                               | صبیحه گوکچن |
| سان اکسپرس                                    | آنتالیا فصلی: عدنان مندرس |
| ترکیش ایرلاینز                                | فصلی: آتاترک |